# UbiArt Framework
UbiArt Framework est un moteur de jeu développé par Ubisoft Montpellier. Il permet d'animer tout type d'image et donc de les intégrer directement dans le jeu vidéo, sans beaucoup de développement. À ce jour[Quand ?], tous les jeux utilisant ce moteur graphique ont été faits à l'aide d'une tablette graphique, bien que le logiciel permette d'autres façons (pâte à modeler, aquarelle, etc.).

## Jeux utilisant le moteur UbiArt Framework
- 2011 : Rayman Origins
- 2012 : Rayman: Jungle Run
- 2013 : Rayman Legends
- 2013 : Rayman: Fiesta Run
- 2014 : Child of Light
- 2014 : Soldats Inconnus : Mémoires de la Grande Guerre
- 2015 : Rayman Adventures
- 2015 : Souvenir de Gravity Falls : La Légende des gémulettes gnomes
- 2019 : Rayman Mini